# Phaedyma ternatensis
Phaedyma ternatensis är en fjärilsart som beskrevs av John Nevill Eliot 1968. Phaedyma ternatensis ingår i släktet Phaedyma och familjen praktfjärilar. Inga underarter finns listade i Catalogue of Life.